# Martin Barbarič
Martin Barbarič (14 de octubre de 1970 - 18 de enero de 2013) fue un futbolista profesional checo conocido por ser el delantero del Slovan Liberec a final de los años 90. También fue entrenador Sub-11 en el FC Hradec Králové.
El 11 de enero de 2013 Barbarič disparó y mató a su exmujer en Hradec Králové. A continuación, se disparó a sí mismo y fue llevado al hospital en estado crítico. Falleció una semana más tarde, el 18 de enero.

## Clubes
| Club                        | País            | Año         |
| --------------------------- | --------------- | ----------- |
| FC Tescoma Zlín             | República Checa | 1993 - 1995 |
| AFK Atlantik Lázně Bohdaneč | República Checa | 1995 - 1996 |
| FC Slovan Liberec           | República Checa | 1996 - 1998 |
| FK AS Trenčín               | Eslovaquia      | 1998 - 1999 |
| FC Slovan Liberec           | República Checa | 1999 - 2000 |
| FC Hradec Králové           | República Checa | 2000 - 2002 |
| SFC Opava                   | República Checa | 2002 - 2003 |